# Alboglossiphonia macrorhyncha
Alboglossiphonia macrorhyncha — вид плоских пиявок (Glossiphoniidae).

## Название
Видовой эпитет macrorhyncha происходит от др.-греч. μακρός ‘длинный’ и ρύγχος ‘нос’; для данного вида характерно наличие очень длинного хоботка.
Название этому виду было присвоено Дж. Остхёйзеном по идее орнитолога Ричарда Кендалла Брука.

## Описание
Общая длина тела составляет 3—9 мм, ширина — 1—4 мм. Тело листообразное, яйцевидно-заострённой формы, спинная сторона несколько выпуклая, брюшная сторона плоская. Передний конец тела нсужен, но не отделён от тела перетяжкой. На спинной стороне тела располагаются сосочки и сенсорные папиллы, наиболее крупные из которых образуют продольные ряды. Наибольшего развития сосочки достигают в задней части тела, тогда как в передней они значительно меньше. На брюшной стороне тела присутствуют лишь очень маленькие чувствительные сосочки округлой формы. Передняя присоска слабо вогнутая, небольшая, с заметной поперечной щелью ротового отверстия. Задняя присоска чашеобразная, в диаметре не превышает половины ширины тела.
Окраска тела коричневатая со спинной стороны, монотонно-светлая с брюшной. Хроматофоры на спинной стороне тела образуют порядка десяти узких продольных полос, однако встречаются и за их пределами. Наиболее заметны 3 пары полос в парамедиальной области тела, тогда как медиальная и маргинальная области более светлые. Задняя присоска с 7—8 радиально расходящимися тёмными полосами.
Тело сегментированное. Сегменты I—II и XXVII—XXVIII состоят из 1 кольца, сегменты III—IV — из 2 колец; сегмент V состоит из 3 колец со спинной стороны и из 2 колец с брюшной; сегмент XXV состоит из 1 или 2 колец с неполной перегородкой. Все остальные сегменты полные, образованы 3 кольцами. Центральное кольцо каждого сегмента (а2) несёт наиболее крупный сосочек, в то время как сосочки на а1 и а3 обладают меньшими размерами.
На переднем конце тела имеется три пары глаз, глаза передней пары (сегмент IV) имеют самые маленькие пигментные бокалы и сближены вплоть до слияния. Глаза второй и третьей (сегмент V) пар разделены бо́льшим расстоянием, притом с каждой стороны сливаются глаз второй и глаз третьей пары, так что суммарно обычно различимы только 3 глазных пятна.
Имеется очень длинный и растяжимый мускулистый хоботок (в наиболее растянутом состоянии составляет до трёх четвертей длины пиявки, что существенно превосходит параметры родственных видов), снабжённый мускулами-протракторами и ретракторами. Мускулы-протракторы хоботка организованы в 2 пучка, отходящих от основания хоботка вперёд вдоль и разделяющихся позади надглоточного ганглия, врастая в стенку тела в VI—VII сегментах. Мускулы-ретракторы хоботка хорошо развиты, отходят от латеральных стенок пищевода в области XIII сегмента и проходят единым пучком с протоками слюнных желёз, достигая стенки тела в XIII—XIV сегментах. Слюнные железы диффузные, занимают сегменты XII—XV (больше всего их в XII и XIII сегментах). Желудок с 6 парами карманов (отростков), передние 5 из которых простые и отходят вбор перпендикулярно направлению пищеварительного тракта, а последняя пара существенно удлинённая и образует 4 лопасти в сегментах XIX—XXII. Кишечник с 4 парами коротких неветвистых карманов. Задняя кишка мешковидная. Прямая кишка узкоцилиндрическая, оканчивается анальным отверстием большого размера, которое открывается на спинной стороне тела между XXVI и XXVII сегментами, будучи отделённым от задней присоски 1 кольцом.
Нефридиопоры располагаются на сегментах VIII—X и XIV—XXIV, всего их 14 пар.
Гермафродиты. Имеются семенной и яйцевой мешки. Мужское и женское половые отверстия (гонопоры) расположены строго в пределах межсегментных бороздок и разделены 2 кольцами (мужская гонопора расположена между XI и XII сегментами, женская — между 2 и 3 кольцами на XII сегменте). Семенных мешков 6 пар, однако обычно развиваются только передние 4 или 5, притом с одной стороны. Семявыносящие протоки с каждой стороны открываются в брюшную лакуну в области XII сегмента, расширяющуюся в достаточно толстый петлевидный семяпровод, переходящий в мускулистый семяизвергательный канал, впадающий в области XI/XII сегментов в рога атриума, имеющие вытянуто-грушевидную форму. Яйцевые мешки тонкостенные, свободно лежат в полости тела вплоть до XX (иногда и до XXII) сегмента.

## Распространение
Вид обнаружен на территории ЮАР к северо-востоку от Лесото, в частности, в Дурбане, где встречается часто. При этом на западе ЮАР по-видимому отсутствует.
Этот же вид указывается для южной оконечности Тивериадского озера в Израиле. Сообщается, что принадлежность обнаруженных экземпляров к Alboglossiphonia macrorhyncha была подтверждена автором описания этого вида, Остхёйзеном. Несмотря на это, тождественность этих видов вследствие столь разорванного ареала ставится под сомнение; высказывается версия, что это результат путаницы, и на самом деле Остхёйзену были переданы другие образцы.

## Таксономия
Изначально вид был описан Остхёйзеном в составе рода Glossiphonia, в дальнейшем был перенесён в род Alboglossiphonia.
Молекулярные данные отсутствуют. На основании морфологических и зоогеографических соображений, сближается с такими видами, как Alboglossiphonia afroalpina, Alboglossiphonia annandalei, Alboglossiphonia buniana, Alboglossiphonia disjuncta, Alboglossiphonia iberica, Alboglossiphonia levis, Alboglossiphonia namaquaensis и Alboglossiphonia polypompholyx. В частности, для этой группы видов характерно распространение в Африке и наличие двух колец между гонопорами.
Голотип хранится в Музее естественной истории (Лондон). Паратипы также хранятся в Трансваальском музее (Претория), Национальном музее Намибии (Виндхук) и в коллекции Университета Претории.